# Ives Goddard
Robert Hale Ives Goddard, III (1941–) és conservador emèrit al Departament d'Antropologia del Museu Nacional d'Història Natural al Smithsonian Institution. És considerat majoritàriament com el principal expert en les llengües algonquines i la família de llengües més gran algic.

## Primers anys i educació
Ives Goddard va rebre la seva llicenciatura en la Universitat Harvard el 1963 i el seu doctorat a la Universitat Harvard el 1969. De 1966 a 1969 va ser becari júnior de la Harvard Society of Fellows.

## Carrera
Després d'obtenir el seu doctorat Goddard va ensenyar a Harvard com a professor júnior.
El 1975 es va traslladar a la Smithsonian Institution. La seva pròpia investigació de camp s'ha concentrat en les llengües delaware i meskwaki (fox). També és conegut per treballar a l'algonquina massachusett, i la història del Xeiene. Ha publicat també en la història de la branca arapaho de l'algonquí, de la que els dos representants vius són l'arapaho i el gros ventre.
Goddard és una figura prominent en l'estudi de la metodologia de la lingüística històrica. Ha tingut un paper important en la crítica de la manovella obra lingüística històrica.
És l'editor lingüístic i tècnic del Handbook of North American Indians.